# Đầu cơ trong ngày

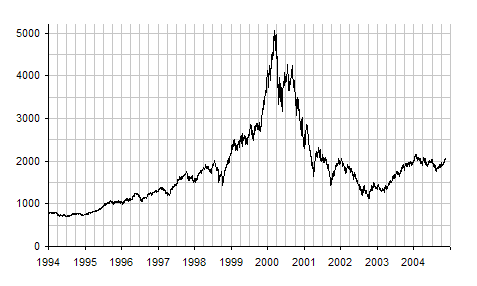
Chỉ số NASDAQ-100 giai đoạn 1994-2004, bao gồm cả bong bóng dot-com

Đầu cơ trong ngày, giao dịch trong ngày, mua bán trong ngày là đầu cơ vào chứng khoán và phổ biến hiện nay là tiền mã hóa (cryptocurrency), cụ thể là mua và bán cùng một lượng (hoặc với số lượng gần bằng nhau) của cùng một công cụ tài chính trong cùng một ngày giao dịch, sao cho gần như tất cả các vị thế được đóng lại trước khi thị trường đóng cửa trong ngày giao dịch. Các nhà giao dịch tham gia vào giao dịch trong ngày được gọi là nhà giao dịch ngày. Các nhà giao dịch mua bán theo kiểu này thường với động cơ là tìm kiếm lợi nhuận hơn là việc nắm giữ tài sản, và vì thế là những nhà đầu cơ.
Không được biết đến rộng rãi, định nghĩa chính xác của "giao dịch trong ngày" có nghĩa là sự thay đổi được so sánh với giá đóng cửa của phiên trước và không chỉ liên quan đến một giá khác được giao dịch trong cùng ngày.
Một số công cụ tài chính được giao dịch trong ngày phổ biến hơn cả là cổ phiếu, quyền chọn, tiền tệ, và một loạt các hợp đồng tương lai chẳng hạn như tương lai chỉ số cổ phiếu, tương lai lãi suất, và tương lai hàng hóa.
Giao dịch trong ngày từng có thời là hoạt động chỉ dành cho các công ty tài chính và các nhà đầu cơ chuyên nghiệp. Nhiều thương nhân trong ngày là các nhân viên của ngân hàng hoặc của công ty đầu tư làm việc như là các chuyên gia trong đầu tư vốn cổ phần và quản lý quỹ. Tuy nhiên, với sự ra đời của giao dịch điện tử và giao dịch ký quỹ, giao dịch trong ngày càng trở nên phổ biến trong số các thương nhân tại gia.

## Các đặc trưng
Mặc dù được gọi chung là giao dịch trong ngày, việc thực hành có nhiều phong cách với chất lượng và rủi ro cụ thể. Đầu cơ kiếm chác là một kỹ thuật đầu cơ trong ngày mà nhà đầu cơ thường chỉ nắm giữ một vị thế trong một vài phút hoặc thậm chí vài giây. Đầu cơ ăn mỏng là một phương pháp cho phép các nhà đầu cơ kiếm chác nhảy bên trong giá chào mua (Bid) hoặc giá chào bán (Ask) với một số lượng nhỏ, và một đi vòng đầy đủ (thực hiện mua và bán) thường được hoàn thành trong thời gian dưới một giây. Giả sử giá chào mua là 102,00 USD và giá chào bán là 102,03 USD. Các nhà đầu cơ kiếm chác sẽ đặt lệnh mua trong hàng lệnh giá chào mua ở mức giá 102,01 USD, do đó trở thành mức giá chào mua tốt nhất và do đó là người xếp hàng đầu tiên để có thể mua cổ phiếu. Và vì giá chào bán tốt nhất khi đó là 102,03 USD, nên nhà đầu cơ ăn mỏng sẽ lại đặt lệnh bán trong thị trường hiện tại là vị trí đầu tiên trong hàng lệnh chào bán ở mức giá rẻ hơn 1 xu là 102,02 USD và có cơ hội cao nhất để hoàn thành cả lệnh mua và lệnh bán ở các mức giá làm ra lợi nhuận chỉ là 0,01 USD cho mỗi cổ phiếu được trao đổi. Do lợi nhuận trên mỗi cổ phiếu mua vào và bán ra trong chiến lược ăn mỏng thường là rất nhỏ, nên thương nhân này cần phải thực hiện mua/bán nhiều cổ phiếu theo cách này để tạo ra mức lợi nhuận hợp lý. Nó có thể thực hiện nhiều hơn một chút trên các giao dịch bằng cách giảm giá để tạo tính thanh khoản. Một chiến lược mà một thương nhân trong ngày có thể sử dụng là chủ động tìm kiếm các thiết lập giao dịch tiềm năng. Khi một nhà đầu cơ trong ngày nghĩ giá đã sẵn sàng để tăng tốc theo cả hai hướng, cổ phiếu được cho là trong trạng thái "căng thẳng". Bằng cách xác định chính xác hướng biến động giá, có một tiềm năng tạo ra lợi nhuận đáng kể. Số lượng giao dịch có thể thực hiện mỗi ngày, cũng như là lợi nhuận và thua lỗ là gần như không giới hạn.
Một số thương nhân trong ngày tập trung vào giao dịch rất ngắn hạn trong giao dịch trong ngày, trong đó trao đổi có thể chỉ kéo dài trong vài phút. Thương nhân trong ngày có thể mua và bán nhiều lần trong một ngày giao dịch và có thể được giảm giá phí giao dịch từ nhà môi giới của họ cho khối lượng giao dịch này.
Một số thương nhân trong ngày chỉ tập trung vào xung lượng giá, những người khác dựa vào các mẫu hình kỹ thuật. Một số thương nhân khác lại tập trung vào một lượng không giới hạn các chiến lược mà họ cảm thấy có thể tạo ra lợi nhuận.
Hầu hết các thương nhân trong ngày đóng trạng thái của các vị thế trước khi thị trường đóng cửa để tránh các rủi ro không thể quản lý là những khoảng trống giá âm (chênh lệch giữa giá đóng cửa ngày hôm trước và giá mở cửa ngày hôm sau trong thị trường giá tăng) vào lúc mở cửa hay các biến động giá qua đêm ngược với vị thế mà các thương nhân này nắm giữ. Các thương nhân khác lại cho rằng họ nên cho lợi nhuận vận hành, vì vậy có thể chấp nhận nắm giữ một vị thế sau khi thị trường đóng cửa.
Thương nhân trong ngày đôi khi vay tiền để giao dịch. Điều này được gọi là giao dịch ký quỹ. Vì lãi suất/tiền lãi ký quỹ thường chỉ tính trên các số dư qua đêm, nên thương nhân không phải trả phí cho lợi ích ký quỹ, mặc dù vẫn còn các rủi ro của gọi ký quỹ. Mức lãi suất ký quỹ thường dựa trên gọi ký quỹ của nhà môi giới.

### Lợi nhuận và rủi ro
Do bản chất của đòn bẩy tài chính và lợi nhuận nhanh chóng có thể có, các kết quả của giao dịch trong ngày có thể là cực kỳ lợi nhuận hoặc cực kỳ thua lỗ, và những thương nhân có hồ sơ rủi ro cao có thể tạo ra tỷ lệ phần trăm lợi nhuận rất cao hoặc tỷ lệ thua lỗ rất lớn.
Do lợi nhuận (thua lỗ) cao mà giao dịch trong ngày có thể tạo ra, nên các thương nhân giao dịch trong ngày đôi khi được các nhà đầu tư khác miêu tả như là những "kẻ cướp" hoặc "kẻ cờ bạc". Tuy nhiên, một số cá nhân vẫn kiếm sống đều đặn từ giao dịch trong ngày.
Tuy nhiên giao dịch trong ngày có thể là rủi ro, đặc biệt là nếu những điều sau đây tồn tại trong khi giao dịch:
- Giao dịch với trò chơi/hệ thống của người thất bại chứ không phải là với trò chơi mà ít nhất có thể thắng,
- Giao dịch với kỷ luật kém (bỏ qua chiến lược, chiến thuật, quy tắc của riêng bạn trong giao dịch trong ngày),
- Rủi ro tiền vốn không tương xứng với sự căng thẳng quá mức kèm theo của việc phải "sống sót",
- Không đủ năng lực quản lý tiền bạc (tức là thực hiện giao dịch kém).[2][3]

Do sử dụng phổ biến việc mua ký quỹ (sử dụng vốn vay) khuếch đại số được và số mất nên thiệt hại hoặc lợi ích đáng kể có thể xảy ra trong một khoảng thời gian rất ngắn. Ngoài ra, các nhà môi giới thường cho phép mức biên lớn hơn đối với các thương nhân trong ngày. Trong khi mức biên qua đêm cần thiết để giữ một vị thế cổ phiếu thường là 50% giá trị của cổ phiếu, nhiều nhà môi giới cho phép tài khoản mô hình giao dịch trong ngày sử dụng các mức thấp tới 25% cho việc mua bán trong ngày. Điều này có nghĩa là một thương nhân trong ngày với trị giá tối thiểu luật định 25.000 USD trong tài khoản của mình có thể mua 100.000 USD (đòn bẩy 4x) giá trị cổ phiếu trong ngày, miễn là một nửa trong số những vị thế đó được thoát trước khi thị trường đóng cửa. Do rủi ro cao của sử dụng ký quỹ, và của các thực tiễn mua bán trong ngày khác, một thương nhân trong ngày thường sẽ thoát khỏi một vị thế thua lỗ rất nhanh chóng, để ngăn chặn một mất mát lớn hơn, không thể chấp nhận, hoặc thậm chí là một tổn thất tai hại, lớn hơn nhiều so với đầu tư ban đầu của mình, hoặc thậm chí lớn hơn tổng tài sản của mình.

## Lịch sử
Ban đầu, các cổ phiếu quan trọng nhất của Hoa Kỳ được giao dịch trên Sàn giao dịch chứng khoán New York (NYSE). Một thương nhân sẽ liên hệ với một nhà môi giới chứng khoán, người sẽ chuyển lệnh đặt mua/đặt bán tới một chuyên gia trong sàn chứng khoán NYSE. Mỗi chuyên gia làm thị trường cho chỉ một số ít cổ phiếu. Chuyên gia này sẽ khớp lệnh của người mua với lệnh của người bán của một nhà môi giới khác bằng việc ghi thông tin lên các phiếu, mà một khi được xử lý có hiệu quả sẽ thực hiện việc chuyển nhượng chứng khoán và chuyển tiếp thông tin lại cho cả hai nhà môi giới. Hoa hồng môi giới được chốt ở mức 1% của số tiền của giao dịch, nghĩa là mua 10.000 USD giá trị chứng khoán thì người mua phải chi 100 USD tiền hoa hồng và người bán cũng phải chi 100 USD tiền hoa hồng (có nghĩa là giao dịch là có lợi nhuận khi được thực hiện trên mức 1% thì mới thu được bất kỳ lợi ích thực tế nào).
Một trong những bước đầu tiên để làm cho giao dịch trong ngày của cổ phiếu có tiềm năng mang lại lợi nhuận là sự thay đổi trong sơ đồ hoa hồng. Năm 1975, Ủy ban chứng khoán và sàn giao dịch Hoa Kỳ (SEC) đã làm cho tỷ lệ hoa hồng cố định là bất hợp pháp, dẫn đến việc các nhà môi giới cung cấp nhiều tỷ lệ hoa hồng giảm hơn.

### Quyết toán tài chính
Các thời hạn quyết toán tài chính đã từng là dài hơn: Chẳng hạn, trước đầu những năm 1990 tại Sàn giao dịch chứng khoán London, cổ phiếu có thể được thanh toán sau tối đa 10 ngày làm việc kể từ khi nó được mua, cho phép các thương nhân mua (hoặc bán) cổ phiếu vào đầu của một thời hạn quyết toán chỉ bán (hoặc mua) chúng trước khi kết thúc thời hạn này với hy vọng giá sẽ tăng. Hoạt động này giống hệt với giao dịch trong ngày hiện đại, nhưng trong thời hạn quyết toán dài hơn. Nhưng ngày nay, để giảm rủi ro thị trường, thời gian quyết toán thường là 3 ngày làm việc (T+3). Thời hạn quyết toán giảm xuống làm giảm khả năng vỡ nợ, nhưng là không thể trước khi có sự ra đời của chuyển quyền sở hữu điện tử.

### Mạng lưới truyền thông điện tử
Các hệ thống mà cổ phiếu được giao dịch cũng đã phát triển, nửa sau của thế kỷ 20 đã chứng kiến sự ra đời của các mạng lưới truyền thông điện tử (ECN). Về bản chất chúng là mạng máy tính độc quyền lớn, nơi mà các nhà môi giới có thể niêm yết một số lượng chứng khoán nhất định để chào bán ở một mức giá nhất định (giá chào bán hoặc giá "Ask") hoặc chào mua một số lượng chứng khoán nhất định tại một mức giá nhất định (giá chào mua hay giá "Bid").
Các ECN và sàn giao dịch thường được các thương nhân biết đến bởi một định danh gồm ba hoặc bốn chữ cái để xác định ECN hoặc sàn giao dịch trên các màn hình chứng khoán Cấp II. ECN đầu tiên trong số này là Instinet (hoặc "inet"), được thành lập vào năm 1969 như là một cách để các tổ chức lớn bỏ qua NYSE ngày càng cồng kềnh và đắt tiền, cũng cho phép họ giao dịch trong những giờ khi các sàn giao dịch đóng cửa. Các ECN ban đầu như Instinet rất không thân thiện với nhà đầu tư nhỏ, bởi vì chúng có xu hướng cung cấp cho các tổ chức lớn giá tốt hơn giá có sẵn cho công chúng. Điều này dẫn đến một thị trường bị phân mảnh và đôi khi thiếu tính thanh khoản.
Bước quan trọng tiếp theo trong việc thúc đẩy giao dịch trong ngày là việc thành lập NASDAQ vào năm 1971  - một sàn giao dịch chứng khoán ảo mà trên đó các lệnh đã được truyền bằng điện tử. Dịch chuyển từ chứng chỉ cổ phiếu giấy và đăng ký cổ phiếu bằng văn bản sang cổ phiếu "phi vật chất hóa", giao dịch và đăng ký bằng máy tính đòi hỏi không chỉ thay đổi sâu rộng về lập pháp mà còn cả sự phát triển của công nghệ cần thiết: các hệ thống thời gian thực trực tuyến chứ không phải là hệ thống theo các khối; truyền thông điện tử chứ không phải là dịch vụ bưu chính, telex hay hàng lô các băng máy tính vật chất thực, và sự phát triển của các thuật toán mã hóa an toàn.
Những phát triển này báo trước sự xuất hiện của các "nhà tạo lập thị trường": bản sao tương đương của NASDAQ với các chuyên gia của NYSE. Một nhà tạo lập thị trường có một kho các cổ phiếu để mua và bán, và đồng thời cũng đặt lệnh mua và bán chính các cổ phiếu này. Rõ ràng, nhà tạo lập thị trường này sẽ đặt lệnh bán cổ phiếu ở một mức giá cao hơn giá mà nhà tạo lập thị trường đó đặt mua. Sự khác biệt này được gọi là "chênh lệch chào mua - chào bán" (bid - ask spread). Các nhà tạo lập thị trường không quan tâm về việc liệu giá cổ phiếu đi lên hay đi xuống, đơn giản họ chỉ cố gắng để liên tục mua vào với giá thấp hơn là giá bán ra. Một xu hướng liên tục theo một hướng nào đó sẽ dẫn đến thua lỗ cho các nhà tạo lập thị trường, nhưng chiến lược này về tổng thể là tích cực (nếu không họ sẽ rời khỏi công việc kinh doanh này). Ngày nay có khoảng 500 công ty tham gia vào thị trường chứng khoán như là các nhà tạo lập thị trường trên các ECN, mỗi công ty thường tạo lập thị trường cho khoảng từ 4 tới 40 cổ phiếu khác nhau. Nếu không có bất kỳ nghĩa vụ pháp lý, các nhà tạo lập thị trường được tự do cung cấp các mức chênh lệch chào mua - chào bán trên các ECN nhỏ hơn trên NASDAQ. Một nhà đầu tư nhỏ có thể phải trả một chênh lệch chào mua - chào bán 0,25 USD (ví dụ như ông ta có thể phải trả 10,50 USD để mua một cổ phiếu nhưng chỉ có thể nhận được 10,25 USD cho việc bán nó), trong khi một tổ chức có thể chỉ phải trả một chênh lệch chào mua - chào bán 0,05 USD (mua tại 10,40 USD và bán tại 10,35 USD).

### Bong bóng công nghệ (1997-2000)
Sau đổ vỡ thị trường chứng khoán năm 1987, SEC thông qua "Quy định xử lý lệnh đặt" trong đó yêu cầu các nhà tạo lập thị trường công bố giá chào mua và giá chào bán tốt nhất của họ trên NASDAQ. Một cải cách khác được thực hiện trong giai đoạn này là "Hệ thống thực thi lệnh đặt nhỏ" ("SOES"), đòi hỏi các nhà tạo lập thị trường mua hoặc bán, ngay lập tức, các lệnh đặt nhỏ (lên đến 1.000 cổ phiếu) tại giá chào mua hoặc giá chào bán đã niêm yết của nhà tạo lập thị trường. Thiết kế của hệ thống đã dẫn đến sự lợi dụng cơ lợi giá (acbit) của một nhóm nhỏ các nhà đầu tư được gọi là những "kẻ cướp SOES", những người đã tạo ra rất nhiều đặt lệnh mua và bán nhỏ tới các nhà tạo lập thị trường bằng cách chặn trước các dịch chuyển giá trước khi chúng được phản ánh trong các giá chào mua/chào bán nội bộ được công bố. Hệ thống SOES cuối cùng đã dẫn tới giao dịch được thực hiện bằng phần mềm thay vì là các nhà tạo lập thị trường thông qua các ECN.
Vào cuối thập niên 1990, các ECN khi đó đã bắt đầu cung cấp dịch vụ cho nhà đầu tư nhỏ. Các hãng môi giới mới chuyên phục vụ các thương nhân trực tuyến muốn giao dịch trên các ECN đã xuất hiện. Các ECN mới cũng xuất hiện, quan trọng nhất là Archipelago ("arca") và Island ("isld"). Archipelago cuối cùng đã trở thành một sàn giao dịch chứng khoán và năm 2005 đã được NYSE mua lại (tại thời điểm này, NYSE đã đề xuất sáp nhập Archipelago với chính nó, mặc dù một số phản kháng đã phát sinh từ các thành viên NYSE). Phí hoa hồng cũng giảm mạnh, ví dụ để giao dịch 1.000 cổ phiếu của Google, một thương nhân trực tuyến năm 2005 có thể đã mua 300.000 USD cổ phiếu với mức hoa hồng khoảng 10 USD, so với hoa hồng 3.000 USD các thương nhân phải trả năm 1974. Hơn nữa, vào năm 2005 các thương nhân đã có thể mua cổ phiếu gần như ngay lập tức và đã nhận nó ở một mức giá rẻ hơn.
Các ECN liên tục thay đổi với các ECN mới được hình thành, trong khi những ECN hiện có được mua hoặc sáp nhập. Tính đến cuối năm 2006, các ECN quan trọng nhất đối với các nhà đầu tư cá nhân là:
- Instinet (mua lại Island vào năm 2002),
- Archipelago (mặc dù về mặt kỹ thuật bây giờ là một sàn giao dịch chứ không phải là một ECN),
- Brass Utility ("brut")
- Hệ thống điện tử SuperDot, hiện nay được NYSE sử dụng.

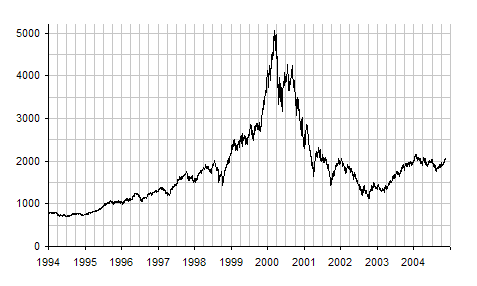
Thay đổi của trung bình giá cổ phiếu NASDAQ từ năm 1994 đến 2004

Sự kết hợp của các yếu tố đã làm cho giao dịch trong ngày đối với cổ phiếu và các phái sinh cổ phiếu (như các ETF) là có thể. Tỷ lệ hoa hồng thấp cho phép một cá nhân hay công ty nhỏ thực hiện một lượng lớn các giao dịch trong một ngày duy nhất. Tính thanh khoản và chênh lệch chào mua - chào bán nhỏ do các ECN cung cấp cho phép một cá nhân thực hiện giao dịch gần như tức thời và có được giá cả thuận lợi. Các cổ phiếu có khối lượng giao dịch lớn như Intel hay Microsoft thường có chênh lệch chào mua - chào bán chỉ 0,01 USD, nên giá cả chỉ cần di chuyển một vài xu để các thương nhân trang trải chi phí hoa hồng và có lợi nhuận.
Khả năng cho phép các cá nhân giao dịch trong ngày trùng với thị trường giá tăng mạnh của các cổ phiếu công nghệ từ năm 1997 đến đầu năm 2000, được gọi là bong bóng Dot-com. Từ năm 1997 đến năm 2000, chỉ số Nasdaq tăng từ 1.200 lên 5.000. Nhiều nhà đầu tư ngây thơ và ít kinh nghiệm thị trường đã kiếm được lợi nhuận khổng lồ bằng cách mua các cổ phiếu này vào buổi sáng và bán chúng vào buổi chiều, với một tỉ lệ biên lên tới 400%.
Tháng 3 năm 2000, bong bóng này đã nổ, và một lượng lớn các thương nhân non kinh nghiệm này bắt đầu bị mất tiền cũng nhanh, hoặc còn nhanh hơn, so với khi họ kiếm được trong cơn điên cuồng mua trước đó. Chỉ số Nasdaq rơi từ 5.000 trở lại 1.200; nhiều người trong các thương nhân non kinh nghiệm đã phá sản, mặc dù rõ ràng là đã có thể có được một khối tài sản trong thời gian đó bằng việc bán khống hoặc mua bán theo độ biến động.

## Kỹ thuật
Sau đây là một số chiến lược cơ bản mà một thương nhân trong ngày cố gắng để làm ra lợi nhuận. Bên cạnh đó, một số thương nhân trong ngày cũng sử dụng các chiến lược trái ngược (ngược lại) (thường được thấy trong giao dịch thuật toán) để giao dịch đặc biệt chống lại hành vi không hợp lý từ các thương nhân trong ngày sử dụng các phương pháp tiếp cận này.
Một số phương pháp tiếp cận yêu cầu bán khống cổ phiếu thay vì mua chúng: các thương nhân vay mượn cổ phiếu từ nhà môi giới của ông ta và bán chứng khoán vay, hy vọng rằng giá sẽ giảm và sẽ có thể mua lại cổ phiếu ở mức giá thấp hơn. Có một số vấn đề kỹ thuật với bán khống - nhà môi giới có thể không có loại cổ phiếu đó để cho vay, một số bán khống có thể chỉ được thực hiện nếu giá cổ phiếu hoặc giá chào mua (bid) vừa tăng lên (được gọi là một "khoảng khắc gia tăng"), và nhà môi giới có thể thu hồi cổ phiếu của mình bất cứ lúc nào. Một số những hạn chế này (cụ thể là quy tắc khoảng khắc gia tăng) không áp dụng cho các giao dịch các cổ phiếu là cổ phần thực sự của một quỹ trao đổi giao dịch (ETF).
Ủy ban chứng khoán và sàn giao dịch Hoa Kỳ đã loại bỏ yêu cầu khoảng khắc gia tăng đối với các bán khống vào ngày 06 tháng 7 năm 2007.

### Theo xu hướng
Theo xu hướng là một chiến lược được sử dụng trong tất cả các khung thời gian giao dịch, với giả định rằng công cụ tài chính đã tăng giá đều đặn sẽ tiếp tục tăng, và ngược lại với giảm giá. Nhà đầu tư theo xu hướng mua một công cụ đã được tăng giá, hoặc bán khống một công cụ đã bị giảm giá, với hy vọng rằng xu hướng này sẽ còn tiếp tục.

### Đầu tư trái ngược
Đầu tư trái ngược là một chiến lược định thời thị trường được sử dụng trong tất cả các khung thời gian giao dịch. Nó giả định rằng công cụ tài chính đã được tăng giá đều đặn sẽ đảo ngược và bắt đầu giảm, và ngược lại với giảm giá. Các nhà đầu cơ trái ngược mua một công cụ đã giảm giá, hoặc bán khống một công cụ đã tăng giá, với hy vọng rằng xu hướng này sẽ thay đổi.

### Giao dịch trong khoảng
Giao dịch trong khoảng hay giao dịch giới hạn phạm vi, là một phong cách giao dịch, trong đó cổ phiếu được theo dõi hoặc là tăng vượt một mức giá hỗ trợ hoặc giảm quá một mức giá kháng cự. Điều này có nghĩa là mỗi khi cổ phiếu chạm mức giá cao, nó rơi trở lại mức thấp nhất, và ngược lại. Một cổ phiếu như vậy được cho là "giao dịch trong khoảng", và nó là trái ngược với xu hướng. Do đó, thương nhân giao dịch trong khoảng mua cổ phiếu tại hoặc gần với mức giá thấp, và bán (và có thể bán khống) ở mức giá cao. Một cách tiếp cận liên quan đến giao dịch trong khoảng là tìm kiếm các dịch chuyển vượt ra ngoài của khoảng đã thiết lập, gọi là đột phá (di chuyển giá lên) hoặc một suy sụp (di chuyển giá xuống), và giả định rằng một khi khoảng đã bị phá vỡ thì giá sẽ tiếp tục di chuyển theo hướng đó một thời gian nữa.

### Giao dịch kiếm chác
Giao dịch kiếm chác ban đầu được gọi là giao dịch chênh lệch chào mua - chào bán. Đây là một phong cách kinh doanh khi mà khoảng cách giá nhỏ được tạo ra bởi chênh lệch chào mua/chào bán được các nhà đầu cơ khai thác. Nó thường liên quan tới việc thiết lập và thanh lý một vị thế nhanh chóng, thường trong vòng vài phút hoặc thậm chí vài giây.
Các công cụ có tính linh hoạt cao của giao dịch kiếm chác đối với thương nhân trong ngày ngoài sàn liên quan đến việc có lợi nhuận nhanh trong khi giảm thiểu rủi ro (nguy cơ thua lỗ). Nó áp dụng các khái niệm phân tích kỹ thuật như mua trên/mua dưới, các khu vực hỗ trợ và kháng cự cũng như đường xu hướng, kênh giao dịch để tham gia thị trường tại các điểm quan trọng và có lợi nhuận nhanh chóng từ những di chuyển nhỏ. Ý tưởng cơ bản của giao dịch kiếm chác là khai thác sự không hiệu quả của thị trường khi độ biến động tăng và khoảng giao dịch mở rộng.

### Giao dịch giảm giá
Giao dịch giảm giá là một phong cách kinh doanh bằng sử dụng giảm giá của ECN như một nguồn chính của lợi nhuận và doanh thu. Hầu hết các ECN thu phí hoa hồng các khách hàng muốn các lệnh của họ được thực hiện ngay lập tức với giá tốt nhất có sẵn, nhưng các ECN trả hoa hồng cho những người mua hoặc người bán "thêm thanh khoản" bằng cách đặt các lệnh giới hạn để tạo ra "sự tạo lập thị trường" trong một chứng khoán. Thương nhân giảm giá tìm cách kiếm tiền từ những giảm giá và thường sẽ tối đa hóa lợi nhuận của họ bằng giao dịch các cổ phiếu giá thấp, khối lượng giao dịch cao. Điều này cho phép họ giao dịch nhiều cổ phiếu hơn và đóng góp thêm thanh khoản với một lượng vốn đã thiết lập, trong khi hạn chế rủi ro là họ sẽ không thể thoát khỏi một vị thế trong cổ phiếu này. Giao dịch giảm giá đã đi tiên phong tại Datek Online và Domestic Securities. Omar Amanat thành lập Tradescape và nhóm giao dịch giảm giá tại Tradescape giúp đóng góp 280 triệu USD vào việc mua lại người khổng lồ giao dịch trực tuyến E*Trade.

### Mua bán theo tin tức
Chiến lược cơ bản của mua bán theo tin tức là mua một cổ phiếu vừa công bố tin tốt, hoặc bán khống theo tin tức xấu. Những sự kiện này cung cấp biến động rất lớn trong một cổ phiếu và do đó cơ hội lớn nhất cho lợi nhuận (hoặc lỗ) nhanh chóng. Tin tức là "tốt" hay "xấu" phải được xác định theo hành động giá của các cổ phiếu, bởi vì phản ứng thị trường có thể không phù hợp với tinh thần chung của chính tin tức. Nguyên nhân phổ biến nhất cho điều này là khi những tin đồn hoặc ước tính của sự kiện (như các phát hành của thị trường và của các nhà phân tích công nghiệp) đã được lưu hành trước khi phát hành chính thức, và giá đã di chuyển theo mong đợi - những tin tức này đã định giá cổ phiếu.

### Hành động giá
Giữ mọi thứ đơn giản cũng có thể là một phương pháp hiệu quả khi nói đến giao dịch. Có những nhóm thương nhân được gọi là thương nhân hành động giá là một dạng thương nhân kỹ thuật dựa trên phân tích kỹ thuật nhưng không phụ thuộc vào chỉ số thông thường để chỉ cho họ theo hướng có giao dịch hay không. Các thương nhân này dựa vào sự kết hợp của các chuyển động giá, các mô hình biểu đồ, khối lượng giao dịch, và các dữ liệu thị trường thô khác để đánh giá nên hay không nên tham gia một giao dịch. Đây được xem như một cách tiếp cận "đơn giản" và "tối giản" để giao dịch nhưng không phải là dễ dàng hơn so với bất kỳ phương pháp giao dịch nào khác. Nó đòi hỏi một nền tảng vững vàng trong việc tìm hiểu cách thị trường làm việc và các nguyên tắc cốt lõi trong một thị trường, nhưng điều tốt về loại hình phương pháp này là nó sẽ làm việc trong hầu như bất kỳ thị trường nào đang tồn tại (cổ phiếu, ngoại hối, tương lai, vàng, dầu, vv.).

### Trí tuệ nhân tạo
Ước tính có khoảng một phần ba giao dịch chứng khoán vào năm 2005 tại Hoa Kỳ đã được tạo ra bởi các thuật toán tự động hay giao dịch tần suất cao. Tăng sử dụng các kỹ thuật thuật toán và định lượng đã dẫn đến sự cạnh tranh cao hơn và lợi nhuận nhỏ hơn.

## Chi phí

### Thiết bị giao dịch
Một số chiến lược giao dịch trong ngày (bao gồm cả giao dịch kiếm chác và cơ lợi) đòi hỏi hệ thống và phần mềm giao dịch tương đối phức tạp. Phần mềm này có thể có giá 45.000 USD trở lên. Do những người bình thường hiện nay đã bước chân vào không gian giao dịch trong ngày, nên các chiến lược có thể được tìm thấy ít nhất là ở mức 5.000 USD. Nhiều thương nhân trong ngày sử dụng nhiều màn hình hoặc thậm chí nhiều máy tính để thực hiện các đặt lệnh của họ. Một số sử dụng các phần mềm lọc thời gian thực được lập trình để gửi các ký hiệu cổ phiếu tới một màn hình đáp ứng tiêu chí cụ thể trong ngày, chẳng hạn như hiển thị các cổ phiếu đang chuyển từ tích cực sang tiêu cực. Một số thương nhân sử dụng các công cụ dựa vào cộng đồng bao gồm các diễn đàn và các phòng chat.

### Môi giới
Thương nhân trong ngày thường không sử dụng các nhà môi giới tạo lập thị trường hay nhà môi giới chiết khấu bởi vì họ chậm hơn trong việc thực hiện giao dịch, giao dịch ngược lại dòng lệnh đặt, và tính phí hoa hồng cao hơn nhà môi giới truy cập trực tiếp, người cho phép các thương nhân gửi đặt lệnh của họ trực tiếp đến ECN. Giao dịch truy cập trực tiếp cung cấp những cải tiến đáng kể trong tốc độ giao dịch và thường dẫn đến giá thực hiện giao dịch tốt hơn (giảm chi phí kinh doanh). Bên ngoài nước Mỹ, thương nhân trong ngày thường sử dụng CFD hoặc các môi giới cá độ chênh lệch tài chính bởi cùng một lý do.

### Hoa hồng
Hoa hồng cho nhà môi giới truy cập trực tiếp được tính toán dựa trên khối lượng giao dịch. Các cổ phiếu được giao dịch nhiều hơn thì hoa hồng rẻ hơn. Hoa hồng trung bình mỗi giao dịch là khoảng 5 USD cho mỗi hành trình khứ hồi (vào và ra khỏi một vị thế). Trong khi một nhà môi giới bán lẻ có thể tính phí 7 USD hoặc hơn cho mỗi giao dịch bất kể quy mô giao dịch, thì một nhà môi giới truy cập trực tiếp điển hình có thể tính bất cứ mức nào trong phạm vi từ 0,01 USD đến 0,0002 USD trên mỗi cổ phiếu được giao dịch (từ 10 USD xuống 0,20 USD cho mỗi 1.000 cổ phiếu), hoặc 0,25 USD cho mỗi hợp đồng tương lai. Một thương nhân giao dịch kiếm chác có thể trang trải khoản chi phí như vậy, thậm chí với mức thu tối thiểu.
Về phương thức tính toán, một số nhà môi giới sử dụng theo tỷ lệ (pro-rata) để tính toán hoa hồng và chi phí, trong đó mỗi mức khối lượng giao dịch được tính chi phí hoa hồng khác nhau. Các nhà môi giới khác sử dụng một tỷ lệ đồng đều, khi mà tất cả tiền hoa hồng và chi phí dựa vào ngưỡng khối lượng giao dịch đạt được.

### Chênh lệch chào mua - chào bán
Sự khác biệt bằng số giữa giá chào mua và giá chào bán được gọi là chênh lệch chào mua - chào bán. Hầu hết các thị trường trên toàn thế giới hoạt động trên hệ thống dựa trên chào mua - chào bán này.
Giá chào bán là giá thực hiện ngay lập tức (giá thị trường) cho người mua nhanh chóng (bên chấp nhận chào bán) trong khi giá chào mua là giá dành cho người bán nhanh chóng (bên chấp nhận chào mua). Nếu giao dịch được thực hiện tại giá niêm yết, việc đóng giao dịch ngay lập tức mà không cần xếp hàng sẽ luôn luôn gây ra một khoản thua lỗ, vì giá chào mua luôn luôn thấp hơn giá chào bán tại bất kỳ thời điểm nào.
Chênh lệch chào mua - chào bán là hai mặt của một đồng xu. Chênh lệch này có thể được xem như tiền thưởng hay chi phí giao dịch tùy theo các bên khác nhau và các chiến lược khác nhau. Một mặt, các thương nhân KHÔNG muốn phải xếp hàng lệnh đặt của họ, thay vì trả tiền theo giá thị trường, chi trả chênh lệch (chi phí). Mặt khác, những thương nhân có nhu cầu xếp hàng và chờ đợi thực hiện lệnh nhận được chênh lệch (tiền thưởng). Một số chiến lược mua bán trong ngày cố gắng để nắm bắt chênh lệch này như lợi nhuận bổ sung, hoặc thậm chí, lợi nhuận duy nhất cho các giao dịch thành công.

### Dữ liệu thị trường
Thị trường dữ liệu là cần thiết cho thương nhân trong ngày, thay vì sử dụng dữ liệu thị trường có sẵn miễn phí bị trễ (bởi bất cứ điều gì từ 10 đến 60 phút, theo quy định mỗi sàn). Một nguồn cấp dữ liệu thời gian thực đòi hỏi tiền lệ phí phải trả cho sàn giao dịch chứng khoán tương ứng, thường được kết hợp với chi phí của nhà môi giới; các khoản phí này thường rất thấp so với các chi phí giao dịch khác. Các khoản phí này có thể được miễn cho các mục đích quảng cáo hay cho các khách hàng đáp ứng một khối lượng giao dịch tối thiểu hàng tháng. Thậm chí một thương nhân trong ngày có mức độ hoạt động vừa phải cũng có thể mong đợi là đáp ứng được các yêu cầu này, làm cho việc cấp dữ liệu cơ sở về cơ bản là "miễn phí".
Ngoài các dữ liệu thị trường thô, một số thương nhân mua các nguồn cung cấp dữ liệu tiên tiến hơn, bao gồm dữ liệu lịch sử và các tính năng như quét một số lượng lớn cổ phiếu trên thị trường trực tiếp cho hoạt động bất thường. Các phần mềm phân tích và lập biểu đồ phức tạp là những bổ sung phổ biến khác. Các loại hệ thống này có thể có giá từ hàng chục đến hàng trăm đô la mỗi tháng để truy cập.

### Biểu đồ hình nến
Các biểu đồ hình nến được sử dụng bởi các thương nhân dùng phân tích kỹ thuật để xác định các mẫu hình biểu đồ. Khi một hình mẫu được ghi nhận trên biểu đồ, các thương nhân sử dụng thông tin này để có một vị thế. Một số thương nhân xem phương pháp này là một phần của giao dịch hành động giá.

## Quy định và hạn chế
Giao dịch trong ngày được coi là một phong cách kinh doanh rủi ro, và các quy định yêu cầu các công ty môi giới hỏi xem khách hàng hiểu những rủi ro của giao dịch trong ngày chưa và liệu họ có kinh nghiệm kinh doanh trước khi bước vào thị trường.

### Thương nhân trong ngày kiểu mẫu
Ngoài ra, Cục Quản lý Công nghiệp tài chính và SEC tiếp tục hạn chế sự gia nhập bằng phương tiện của các sửa đổi "thương nhân trong ngày kiểu mẫu". Thương nhân trong ngày kiểu mẫu là một thuật ngữ được định nghĩa bởi SEC để mô tả bất kỳ thương nhân nào  mua và bán cùng một loại chứng khoán trong một ngày giao dịch, và làm việc này bốn lần hoặc nhiều hơn trong thời gian năm ngày làm việc liên tiếp bất kỳ. Một thương nhân trong ngày kiểu mẫu là đối tượng của các quy định đặc biệt, quy định chính là để tham gia vào giao dịch trong ngày kiểu mẫu thương nhân phải duy trì một số dư vốn chủ sở hữu ít nhất 25.000 USD trong một tài khoản ký quỹ. Điều quan trọng cần lưu ý rằng yêu cầu này chỉ dành cho các thương nhân trong ngày sử dụng một tài khoản ký quỹ.